# Аркіш (комуна)
Аркіш (рум. Archiș) — комуна у повіті Арад в Румунії. До складу комуни входять такі села (дані про населення за 2002 рік):
- Аркіш (425 осіб) — адміністративний центр комуни
- Бирзешть (183 особи)
- Грошень (877 осіб)
- Нерміш (214 осіб)

Комуна розташована на відстані 388 км на північний захід від Бухареста, 66 км на північний схід від Арада, 122 км на захід від Клуж-Напоки, 101 км на північний схід від Тімішоари.

## Населення
За даними перепису населення 2002 року у комуні проживали 1699 осіб.
Національний склад населення комуни:
| Національність | Кількість осіб | Відсоток |
| -------------- | -------------- | -------- |
| румуни         | 1612           | 94,9%    |
| цигани         | 75             | 4,4%     |
| українці       | 6              | 0,4%     |
| угорці         | 4              | 0,2%     |
| німці          | 1              | 0,1%     |
| серби          | 1              | 0,1%     |

Рідною мовою назвали:
| Мова       | Кількість осіб | Відсоток |
| ---------- | -------------- | -------- |
| румунська  | 1692           | 99,6%    |
| українська | 4              | 0,2%     |
| угорська   | 2              | 0,1%     |
| сербська   | 1              | 0,1%     |

Склад населення комуни за віросповіданням:
| Релігія        | Кількість осіб | Відсоток |
| -------------- | -------------- | -------- |
| православні    | 1201           | 70,7%    |
| баптисти       | 266            | 15,7%    |
| адвентисти     | 132            | 7,8%     |
| п'ятдесятники  | 74             | 4,4%     |
| старообрядці   | 18             | 1,1%     |
| римо-католики  | 4              | 0,2%     |
| греко-католики | 2              | 0,1%     |
| реформати      | 1              | 0,1%     |